# Ken Bentsen

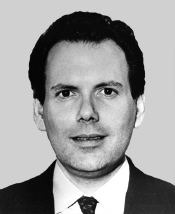
Ken Bentsen

Kenneth E. „Ken“ Bentsen Jr. (* 3. Juni 1959 in Houston, Texas) ist ein US-amerikanischer Politiker. Zwischen 1995 und 2003 vertrat er den Bundesstaat Texas im US-Repräsentantenhaus.

## Werdegang
Ken Bentsen, Neffe des langjährigen US-Senators und späteren US-Finanzministers Lloyd Bentsen, besuchte bis 1977 die Deerfield Academy in Massachusetts. Danach studierte er bis 1982 an der University of St. Thomas in Houston. Daran schloss sich bis 1985 ein Studium an der American University in Washington, D.C. an. In den Jahren 1983 bis 1987 arbeitete Bentsen im Stab des Kongressabgeordneten Ronald D. Coleman. Von 1985 bis 1987 war er auch im Stab des Haushaltsausschusses des Kongresses. Ansonsten arbeitete er als Investmentbanker. Politisch wurde er Mitglied der Demokratischen Partei.
Bei den Kongresswahlen des Jahres 1994 wurde Bentsen im 25. Wahlbezirk von Texas in das US-Repräsentantenhaus in Washington gewählt, wo er am 3. Januar 1995 die Nachfolge von Michael A. Andrews antrat. Nach drei Wiederwahlen konnte er bis zum 3. Januar 2003 vier Legislaturperioden im Kongress absolvieren. In diese Zeit fielen die Terroranschläge am 11. September 2001, der Irakkrieg und der Militäreinsatz in Afghanistan.
Im Jahr 2004 verzichtete Bentsen auf eine weitere Kandidatur. Stattdessen strebte er erfolglos die Nominierung seiner Partei für die Wahlen zum US-Senat an. Heute leitet Ken Bentsen die Washingtoner Niederlassung der Securities Industries and Financial Markets Association. Er ist verheiratet und hat zwei Kinder.